# Федеральна служба виконання покарань Росії
Федеральна служба виконання покарань (ФСВП Росії) — федеральний орган виконавчої влади Російської Федерації, керівним відомством якого є Міністерство юстиції Російської Федерації, яке здійснює правозастосовні функції, функції з контролю та нагляду у сфері виконання кримінальних покарань щодо засуджених, функції з утримання осіб, підозрюваних або звинувачених у скоєнні злочинів, і підсудних, які перебувають під вартою, їх охорони та конвоювання, а також функції з контролю за поведінкою умовно засуджених і засуджених, яким судом надана відстрочка на відбування покарання.
Федеральна служба виконання покарань створена для виконання покарань та для утримання під вартою підозрюваних, обвинувачених та засуджених. У підпорядкуванні служби знаходяться всі місця позбавлення волі Росії. Контроль за умовно-засудженими особами, особами, засудженими до виправних і обов'язкових робіт, а також до обмеження волі ведуть кримінально-виконавчі інспекції ФСВП Росії. ФСВП Росії є юридичною особою і має свою печатку із зображенням Державного герба Російської Федерації і зі своїм найменуванням, інші печатки, штампи і бланки встановленого зразка, а також рахунки, що відкриваються відповідно до законодавства Російської Федерації.
7 травня — день працівників кримінально-виконавчих інспекцій ФСВП Росії.

## Історія
До 2005 року існувало Головне управління виконання покарань (ГУВП) Міністерства юстиції Росії, якому кримінально-виконавча система (УИС) була передана з органів МВС РФ в ході реформи 1998 на підставі Указу Президента РФ № 904 «Про передачу кримінально-виконавчої системи Міністерства внутрішніх справ Російської Федерації у відання Міністерства юстиції Російської Федерації», і яке, в свою чергу, в ході адміністративної реформи 2004—2005 років була передана в спеціально створену Федеральну службу виконання покарань, що знаходиться під патронатом Міністерства юстиції РФ.

## Правове становище
Створена на підставі указів Президента Російської Федерації в 2004 року при реформі органів виконавчої влади. Зокрема, ФСВП Росії створена і діє на підставі наступних законодавчих актів:
- Указ Президента РФ від 09.03.2004 № 314 «Про систему і структуру федеральних органів виконавчої влади»;
- Указ Президента РФ від 13.10.2004 № 1314 «Питання Федеральної служби виконання покарань».

## Завдання та повноваження

### Завдання
Основними завданнями ФСВП Росії є:

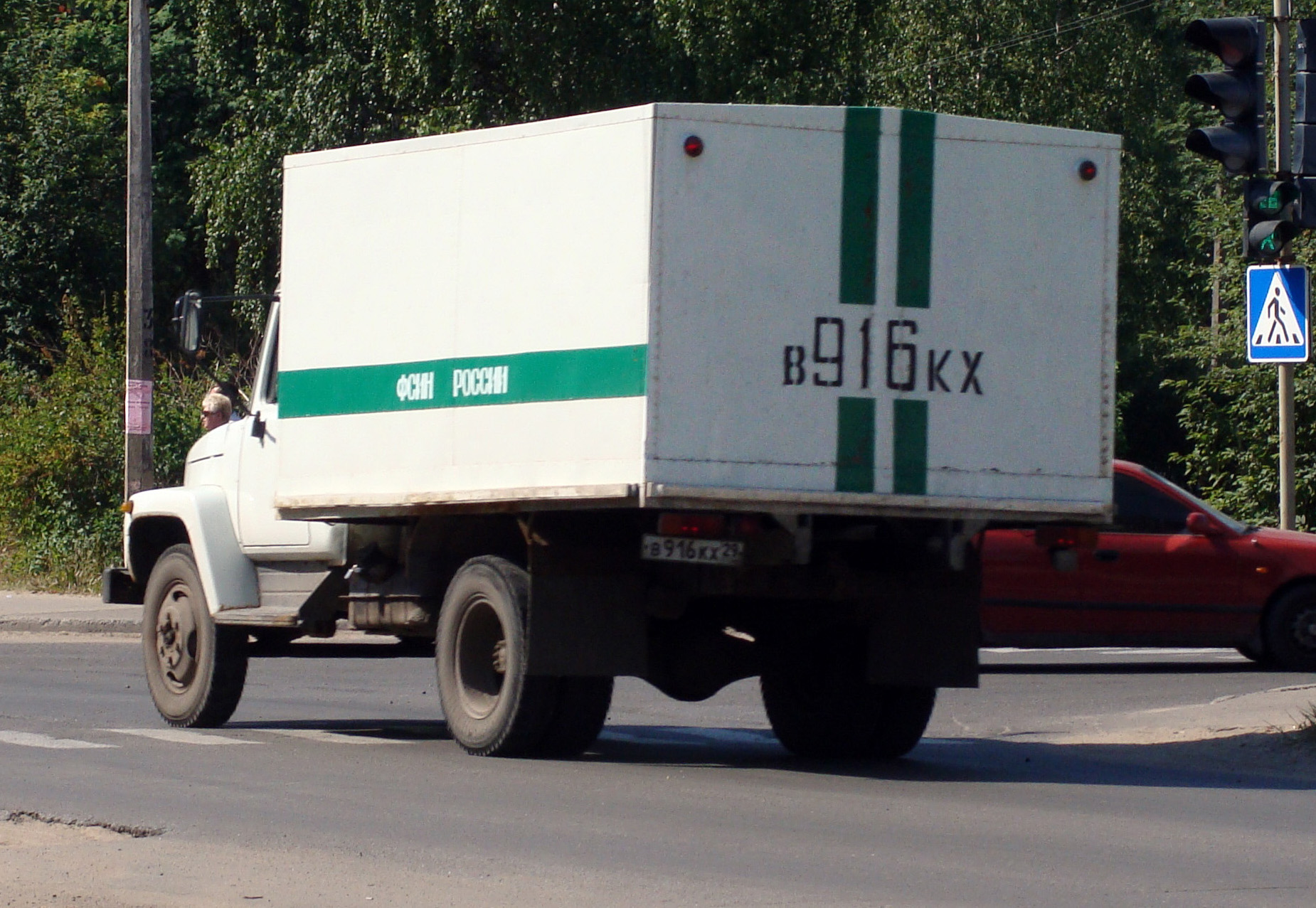
Автомобіль ФСВП Росії

1. виконання відповідно до законодавства Російської Федерації кримінальних покарань, утримання під вартою осіб, підозрюваних або звинувачених у скоєнні злочинів, і підсудних (далі — особи, які тримаються під вартою);
2. контроль за поведінкою засуджених до покарань і до заходів кримінально-правового характеру без ізоляції від суспільства;
3. забезпечення охорони прав, свобод і законних інтересів засуджених та осіб, які утримуються під вартою;
4. забезпечення правопорядку і законності в установах, які виконують кримінальні покарання у вигляді позбавлення волі (далі — установи, що виконують покарання), і в слідчих ізоляторах, забезпечення безпеки засуджених, осіб, які утримуються під вартою, а також працівників кримінально-виконавчої системи, посадових осіб і громадян, які перебувають на територіях цих установ та слідчих ізоляторів;
5. охорона та конвоювання засуджених і осіб, які утримуються під вартою, за встановленими маршрутами конвоювання, конвоювання громадян Російської Федерації та осіб без громадянства на територію Російської Федерації, а також іноземних громадян та осіб без громадянства у разі їх екстрадиції;
6. створення засудженим і особам, яких тримають під вартою, умов утримання, що відповідають нормам міжнародного права, положенням міжнародних договорів Російської Федерації і федеральних законів;
7. організація діяльності з надання засудженим допомоги у соціальній адаптації;
8. управління територіальними органами ФСВП Росії і безпосередньо підпорядкованими установами.

### Повноваження
Для здійснення завдань, які стоять перед службою, вона наділена такими повноваженнями:
- Забезпечує:
  1. Правопорядок і законність в установах, що виконують покарання, і слідчих ізоляторах, а також безпеки осіб, які перебувають на їх територіях;
  2. Безпеку об'єктів кримінально-виконавчої системи, а також органів Міністерства юстиції Російської Федерації;
  3. Точне виконання вироків, постанов і ухвал судів щодо засуджених та осіб, які утримуються під вартою;
  4. Встановлений порядок виконання покарань та утримання під вартою, виконання режимних вимог в установах, що виконують покарання, і в слідчих ізоляторах та нагляд за засудженими і особами, що перебувають під вартою;
  5. Виконання міжнародно-правових зобов'язань Російської Федерації з передачі засуджених у держави їх громадянства;
  6. Правовий, соціальний захист та особисту безпеку працівників кримінально-виконавчої системи та членів їх сімей;
  7. Умови утримання засуджених та осіб, які утримуються під вартою, в установах, що виконують покарання, і слідчих ізоляторах;
  8. Функціонування та розвиток мережі відкритого і шифрованого зв'язку, надання телекомунікаційних послуг засудженим і особам, яких тримають під вартою;
  9. Залучення засуджених до праці і створення умов для їх моральної та матеріальної зацікавленості в результатах праці.
- Здійснює:
  1. Транспортування засуджених до місця відбування покарання, їх розміщення, а також переведення засуджених та осіб, які утримуються під вартою, з одних установ, що виконують покарання, і слідчих ізоляторів в інші в порядку, встановленому законодавством Російської Федерації;
  2. Заходи щодо забезпечення співробітників кримінально-виконавчої системи зброєю та спеціальними засобами, з дотримання правил обігу зброї у кримінально-виконавчій системі в порядку, встановленому Урядом Російської Федерації;
  3. Медико-санітарне забезпечення засуджених та осіб, які утримуються під вартою, нагляд за виконанням санітарного законодавства Російської Федерації, а також застосування до засуджених примусових заходів медичного характеру та обов'язкового лікування;
  4. Підготовку матеріалів про небажаність перебування (проживання) в Російській Федерації іноземних громадян і осіб без громадянства, які звільняються з місць позбавлення волі, для подання в Міністерство юстиції;
  5. Дозвільні, контрольні та наглядові функції в галузі промислової безпеки на виробничих об'єктах кримінально-виконавчої системи;
  6. Функції державного замовника, у тому числі в галузі державного оборонного замовлення, в порядку, встановленому законодавством Російської Федерації;
  7. Пенсійне забезпечення осіб, звільнених зі служби з кримінально-виконавчої системи, а також членів їх сімей;
  8. Матеріально-технічне забезпечення діяльності установ і органів кримінально-виконавчої системи, установ, що виконують покарання, а також інших установ, спеціально створених для забезпечення діяльності кримінально-виконавчої системи;
  9. Відомчу експертизу обґрунтування інвестицій в будівництво, проектної документації на реконструкцію та будівництво об'єктів кримінально-виконавчої системи, а також на капітальний ремонт будівель і споруд;
  10. Повноваження власника щодо федерального майна, переданого установам та органам кримінально-виконавчої системи, установ, що виконують покарання, а також інших установ, спеціально створених для забезпечення діяльності кримінально-виконавчої системи, відповідно до законодавства Російської Федерації;
  11. Контроль діяльності установ і органів кримінально-виконавчої системи, а також контроль за дотриманням законності та забезпеченням прав засуджених та осіб, які утримуються під вартою;
  12. Охорону установ і органів кримінально-виконавчої системи, засуджених та осіб, які утримуються під вартою;
  13. Охорону психіатричних лікарень (стаціонарів) спеціалізованого типу з інтенсивним спостереженням Федерального агентства з охорони здоров'я і соціального розвитку, забезпечення безпеки осіб, які знаходяться на їх територіях, супроводження та охорону осіб, яким призначено примусове лікування в зазначених лікарнях (стаціонарах), при переведенні їх в інші аналогічні лікарні (стаціонари), а також у разі направлення їх у інші заклади охорони здоров'я для надання медичної допомоги;
  14. Організацію в межах своєї компетенції спеціальних перевезень засуджених та осіб, які утримуються під вартою, їх конвоювання та охорону на період конвоювання;
  15. Розробку та реалізацію заходів щодо забезпечення пожежної безпеки, попередження та гасіння пожеж на об'єктах установ і органів кримінально-виконавчої системи;
  16. Заходи щодо забезпечення мобілізаційної підготовки та мобілізації, а також проведення заходів цивільної оборони, підвищення стійкості роботи ФСВП Росії, її територіальних органів, установ, що виконують покарання, і слідчих ізоляторів в умовах воєнного часу і при виникненні надзвичайних ситуацій у мирний час;
  17. Довідково-інформаційне забезпечення установ і органів кримінально-виконавчої системи та ведення єдиної бази даних з питань, що стосуються діяльності кримінально-виконавчої системи;
  18. Координацію діяльності освітніх та науково-дослідних установ, підвідомчих ФСВП Росії, відповідно до законодавства Російської Федерації;
  19. Експлуатацію, технічне обслуговування та охорону майна кримінально-виконавчої системи, а також необхідні заходи щодо його збереження та раціонального використання;
  20. Заходи з організації розгляду пропозицій, заяв і скарг засуджених та осіб, які утримуються під вартою;
  21. Організацію бухгалтерського і статистичного обліку в кримінально-виконавчій системі, контроль за доцільністю проведених фінансових і господарських операцій та їх відповідністю законодавству Російської Федерації, організацію економного та ефективного витрачання бюджетних коштів;
  22. Договірну і претензійну роботу;
  23. Розробку і встановлення обов'язкових вимог в області технічного регулювання до оборонної продукції (робіт, послуг), що поставляються установам та органам кримінально-виконавчої системи за державним оборонним замовленням, а також до процесів її проектування, виробництва, будівництва, монтажу, налагодження, експлуатації, зберігання, перевезення, реалізації та утилізації;
- Бере участь:
  1. В підготовці матеріалів, необхідних для розгляду клопотань засуджених про помилування;
  2. В розробці та проведенні правової експертизи проектів законодавчих та інших нормативних правових актів, що стосуються діяльності кримінально-виконавчої системи;
  3. В розробці федеральних програм розвитку і зміцнення кримінально-виконавчої системи;
  4. В порядку, встановленому законодавством Російської Федерації, у розробці спеціальної техніки, спеціальних засобів, що використовуються в кримінально-виконавчій системі, а також здійснює їх закупівлю, зберігання, ремонт і списання;
- Організовує:
  1. Загальну і початкову професійну освіту і професійне навчання, а також заочне та дистанційне навчання засуджених в освітніх установах середньої та вищої професійної освіти;
  2. Виконання замовлень на поставки продукції, товарів для державних потреб на розміщених на підприємствах і власному виробництві установ, що виконують покарання;
  3. Взаємодія територіальних органів ФСВП Росії з територіальними органами інших федеральних органів виконавчої влади, органами державної влади суб'єктів Російської Федерації, органами місцевого самоврядування, правоохоронними органами, а також з громадськими та релігійними об'єднаннями;
  4. Здійснювану установами кримінально-виконавчої системи оперативно-розшукову діяльність відповідно до законодавства Російської Федерації;
  5. Проведення із засудженими та особами, що містяться під вартою, виховної роботи, спрямованої на їх виправлення;
  6. Взаємодію із засобами масової інформації та редакційно-видавничу діяльність з метою виконання завдань, покладених на кримінально-виконавчу систему;
  7. Кадрове забезпечення центрального апарату ФСВП Росії, її територіальних органів, установ, що виконують покарання, і слідчих ізоляторів, професійну підготовку, перепідготовку, підвищення кваліфікації та стажування кадрів;
  8. Роботу щодо комплектування, збереження, обліку та використання архівних документів, пов'язаних з діяльністю ФСВП Росії, а також діловодство відповідно до законодавства Російської Федерації;
  9. Підготовку матеріалів для доповідей Міністра юстиції Російської Федерації Президенту Російської Федерації та Уряду Російської Федерації про стан роботи з виконання кримінальних покарань, забезпечення умов утримання засуджених та осіб, які утримуються під вартою, а також щодо дотримання законності та прав людини в установах, що виконують покарання, та слідчих ізоляторах;
  10. Виконання актів про амністію і помилування;
- Створює, реорганізовує та ліквідовує установи, які виконують покарання, відповідно до законодавства Російської Федерації;
- Здійснює функції головного розпорядника коштів федерального бюджету, передбачених на утримання кримінально-виконавчої системи та реалізацію покладених на неї функцій;
- Здійснює функції державного замовника з капітального будівництва, реконструкції та капітального ремонту об'єктів кримінально-виконавчої системи, а також з житлового будівництва;
- Запитує та одержує в установленому порядку відомості, необхідні для прийняття рішень з питань, що належать до встановленої сфери діяльності;
- Організовує прийом громадян, забезпечує своєчасний і в повному обсязі розгляд їх усних і письмових звернень з питань, що стосуються діяльності кримінально-виконавчої системи, прийняття по них відповідних рішень і відправлення відповідей у встановлений законодавством Російської Федерації термін;
- Здійснює інші функції у встановленій сфері діяльності, якщо такі функції передбачені федеральними конституційними законами, федеральними законами, актами Президента Російської Федерації та Уряду Російської Федерації.

## Керівництво
ФСВП Росії очолює директор Федеральної служби виконання покарань, який призначається на посаду і звільняється з посади Президентом Російської Федерації.
Директору служби дозволено мати шість заступників, у тому числі одного першого заступника. Заступники директора також призначаються на посаду і звільняються з неї Президентом Російської Федерації.

### Директори
- Юрій Іванович Калінін (15 грудня 2004 — 3 серпня 2009);
- Олександр Олександрович Реймер (3 серпня 2009 — 25 червня 2012);
- Геннадій Олександрович Корнієнко (25 червня 2012 — 30 вересня 2019).
- Олександр Калашніков (30 вересня 2019 — 25 листопада 2021)
- Аркадій Гостєв (з 25 листопада 2021)

## Структура ФСВП

### Центральний апарат
Центральний апарат ФСВП Росії має 18 управлінь, які виконують свої повноваження за основними напрямками служби:
- Управління слідчих ізоляторів центрального підпорядкування;
- Управління організації діяльності в'язниць та слідчих ізоляторів;
- Управління організації виконання покарань, не пов'язаних з ізоляцією засуджених від суспільства;
- Управління виконання вироків і спеціального обліку;
- Управління соціальної, психологічної та виховної роботи із засудженими;
- Управління трудової адаптації засуджених;
- Оперативне управління;
- Управління власної безпеки;
- Управління режиму та нагляду;
- Управління охорони і конвоювання;
- Управління справами;
- Організаційно-інспекторське управління;
- Правове управління;
- Управління кадрів;
- Фінансово-економічне управління;
- Управління тилового забезпечення;
- Управління капітального будівництва;
- Управління організації медико-санітарного забезпечення.

### Підрозділи, безпосередньо підпорядковані ФСВП Росії
- Управління забезпечення діяльності оперативних підрозділів;
- Головний центр інженерно-технічного забезпечення та зв'язку;
- Центр державного майна та житлово-побутового забезпечення;
- Науково-дослідний інститут інформаційних технологій;
- Науково-дослідний інститут;
- Управління автотранспорту;
- Головний клінічний центр медичної та соціальної реабілітації;
- Центральна база матеріально-технічного та військового постачання;
- Центральна нормативно-технічна лабораторія;
- 7 слідчих ізоляторів центрального підпорядкування;
- Центр забезпечення навчально-виховної роботи;
- Освітні установи;
- Санаторії;
- Об'єднана редакція;
- Головний центр гігієни та епідеміології;
- Федеральні унітарні підприємства ФСВП;

#### Федеральна установа «Об'єднана редакція ФСВП Росії»
Федеральна установа «Об'єднана редакція ФСВП Росії» утворена в 1999 році на базі редакції журналу «Злочин і покарання», в результаті її виходу зі складу ФДМ «Об'єднана редакція Міністерства внутрішніх справ Російської Федерації» і включення до складу кримінально-виконавчої системи Міністерства юстиції РФ. Є правонаступником журналів «До нового життя» (1960—1981), «Виховання і правопорядок» (1981—1992), «Злочин і кара» (з 1992).
Займається виданням журналів «Злочин і кара» та «Відомості кримінально-виконавчої системи», газети «Казенний будинок», а також різної службової та довідково-нормативної літератури ФСВП .

#### Освітні установи кримінально-виконавчої системи Росії
У складі кримінально-виконавчої системи діють 8 вищих навчальних закладів (з 7 філіями):
- ФДОУ ВПО «Академія права і управління Федеральної служби виконання покарань» (Академія ФСВП Росії)
  - Кіровська філія
- ФДОУ ВПО «Володимирський юридичний інститут Федеральної служби виконання покарань»
  - Іванівська філія
  - Казанська філія
  - Краснодарська філія
- ФДОУ ВПО «Кузбаський інститут Федеральної служби виконання покарань»
  - Далекосхідна філія
  - Томська філія
- ФДОУ ВПО «Псковський юридичний інститут Федеральної служби виконання покарань»
- ФДОУ ВПО «Пермський інститут Федеральної служби виконання покарань»
- ФДОУ ВПО «Воронезький інститут Федеральної служби виконання покарань»
  - Липецька філія
- ФДОУ ВПО «Самарський юридичний інститут Федеральної служби виконання покарань»
- ФДОУ ВПО «Вологодський інститут права та економіки Федеральної служби виконання покарань».

У складі кримінально-виконавчої системи також діють:
- 74 навчальних центра та пункта;
- «Санкт-Петербурзький інститут підвищення кваліфікації працівників ФСВП Росії»;
- «Науково-дослідний інститут Федеральної служби виконання покарань»;
- «Науково-дослідний інститут інформаційних та виробничих технологій» (з 3 філіями).

### Територіальні органи кримінально-виконавчої системи
Головні управління Федеральної служби виконання покарань суб'єктів федерації (16)
Управління Федеральної служби виконання покарань суб'єктів федерації (62)
Відділи Федеральної служби виконання покарань суб'єктів федерації (2)

### Установи кримінально-виконавчої системи
Станом на 1 січня 2014 року в склад кримінально-виконавчої системи Росії входять:
- 730 виправних колоній, в яких міститься 559,9 тис. осіб
  - 127 колоній-поселень, в яких відбувають покарання 40,1 тис. осіб
  - 5 виправних колоній особливого режиму, в яких відбувають покарання 1860 осіб засуджених до довічного позбавлення волі
- 230 слідчих ізоляторів і 108 приміщень, що функціонують в режимі слідчих ізоляторів при колоніях в яких міститься 114,0 тис. осіб
- 8 в'язниць, в яких міститься 1,3 тис. осіб
- 45 виховних колоній для неповнолітніх, в яких міститься 1,9 тис. осіб
- 59 лікувальних виправних установ для хворих туберкульозом
- 9 лікувальних виправних установ для хворих наркоманією.

В установах міститься 55,7 тис. жінок, при жіночих колоніях є 13 будинків дитини, в яких проживає 760 дітей.
До складу кримінально-виконавчої системи також входить:
- 2460 кримінально-виконавчих інспекцій, в яких перебувають на обліку 452,7 тис. осіб, засуджених до покарань, не пов'язаних з позбавленням волі;
- 53 державних унітарних підприємства виправних установ, 587 центрів трудової адаптації засуджених, 52 лікувально- і 41 навчально-виробнича майстереня.

При виправних і виховних колоніях функціонують 319 вечірніх загальноосвітніх шкіл та 549 навчально-консультаційних пунктів, 333 професійно-технічних училища і 302 відокремлених структурних підрозділи, діють 555 храмів, 702 молитовні кімнати.

## Співробітники
Штатна чисельність кримінально-виконавчої системи складає 307,1 тис. осіб, що утримуються за рахунок коштів федерального бюджету, в тому числі атестованих співробітників — 217,2 тис. осіб (крім того змінний склад — 7,1 тис. осіб).
Медичне обслуговування особового складу здійснюють 56 установ охорони здоров'я, у тому числі 34 центри медичної та соціальної реабілітації, 14 лікарень, 5 військово-лікарських комісій та 3 санаторія.
Центральний апарат служби обмежений максимальною чисельністю працівників у 745 осіб (без персоналу по охороні та обслуговуванню будинків), з них цивільних держслужбовців 52 людини.

## Відомчі медалі
- «За доблесть у службі»
- Медаль Михайла Галкіна-Враского
- «За старанність в службі»
- «За внесок у розвиток кримінально-виконавчої системи Росії»
- Медаль Федора Гааза
- «Ветеран кримінально-виконавчої системи Росії»
- «За відзнаку у службі»

## Чисельність засуджених у Росії

Кількість ув'язнених на 100 тисяч громадян по країнах, 2012

До 2000 року Росія знаходилася на першому місці в світі за кількістю засуджених на 1000 населення.
Проте в даний час перше місце займають США, а Росія після Китаю на третьому місці.
В даний час в місцях позбавлення волі в Росії перебуває понад 860 тисяч осіб, з них особи жіночої статі — менше 70 тисяч осіб, неповнолітніх підлітків — близько 10 тисяч осіб. Ще близько 600 тисяч чоловік відбувають покарання не пов'язані з позбавленням волі на базі кримінально-виконавчих інспекцій (засуджені до обов'язкових і виправних робіт та інші особи). Таким чином, згідно з офіційними даними, в середньому, кримінальні покарання відбувають близько 1,5 млн осіб.

## Корупція і скандали
- У 2010—2012 роках ФСВП закупила інтегровані системи безпеки (ІСБ) на суму 1,2 млрд рублів. Закупівля була проведена за завищеною ціною, гроші переведені в готівку і виведені за кордон через фірми-одноденки. Куплене обладнання виявилося непридатним для використання: з 17 закуплених комплексів в експлуатацію вдалося запустити тільки два[8].
- До встановлення в 2011—2012 роках інтеграційних систем безпеки, відеокамер, систем стеження у виправних колоніях в декількох регіонах країни виявилися причетні фірми, пов'язані з одним з лідерів Балашихинський організованої злочинної групи (ОЗГ) В'ячеславом Мжельським. Однією з фірм є ТОВ «СПСистема», гендиректором якої є син В. Мжельського Павло Мжельський[9].
- У листопаді 2012 року федеральна установа «Центральний вузол зв'язку» ФСВП Росії закупила через систему держзамовлень 26 комплектів iPhone на загальну суму 689 тис. руб. За інформацією газети «РБК daily», на покупку витрачено майже на 200 тис. руб. більше, ніж можна було б, закупивши аналогічну продукцію за цінами інтернет -магазинів. Крім того, до iPhone є претензії по конфіденційності даних, а відомство, що їх закуповувало, якраз відповідає за захист інформації від технічної розвідки і від її витоку технічними каналами зв'язку[10].
- У жовтні 2013 Олексій Навальний опублікував інформацію про те, що власник найбільшого приватного замовника таборів ФСВП на території Республіки Мордовія (холдингу «Схід-Сервіс»), член партії Єдина Росія, депутат Держдуми V скликання Володимир Головнев має апартаменти у Флориді (США) вартістю близько двох мільйонів доларів, при тому що зарплати працюючих на «Схід-Сервіс» засуджених складають 29 тисяч рублів на місяць[11][12]

## Катування українців
У виправній колонії № 10 у Мордовії, підпорядкованій ФСВП РФ, утримувалися українські військовополонені, починаючи з початку повномасштабного вторгнення РФ в Україну. За свідченнями колишніх українських полонених, оприлюдненими в розслідуванні проєкту «Схеми» (Радіо Свобода), щонайменше в період з лютого 2023 по квітень 2025 року в колонії систематично відбувалися моральні та фізичні знущання. Особливу увагу в розслідуванні приділено лікарю, якого ув’язнені називали «Доктор Зло» (Ілля Сорокін) — він бив і принижував полонених, а також не надавав медичної допомоги, що, за даними авторів, могло призвести до загибелі кількох українців. Свідчення вказують на те, що побиття українців у колоніях ФСВП носить не випадковий, а системний характер.